# Marcus Staberius Felix Primillanus
Marcus Staberius Felix Primillanus war ein hochdekorierter Rechtsgelehrter (iuris peritus) wohl des späteren 4. Jahrhunderts n. Chr.
Ausweislich eines paganen Grabsteins, den ihm seine Brüder errichteten, starb er 36-jährig. Das Epitaph enthält Äußerungen, die den Juristen in verschiedenen Superlativen loben: als vorzüglichsten (de primis iustissimus) und rechtschaffensten wie gebildetsten (piissimus humanissimusque) Anwalt der Zeit. Die Inschrift wurde im Kloster bei der Kirche Santa Maria in Aracoeli auf dem Kapitol gefunden, ist aber mittlerweile verschollen. Erhalten ist sie durch eine Abschrift des Humanisten Cyriacus von Ancona.